# Mátyássy Bence
Mátyássy Bence (Budapest, 1981. február 19. –) magyar színész.

## Élete
1987–1988 között a nemesgulácsi általános iskolában, 1988–1992 között a tapolcai Bárdos Lajos Ének-Zenei Általános Iskolában, 1992–1995 között a budapesti Kodály Zoltán Általános Iskolában tanult. 1995–2000 között a Városmajori Gimnázium tanulója volt. 2001–2003 között az Újszínház stúdiósa volt. A Színház- és Filmművészeti Egyetemen végzett 2007-ben zenés-színész szakon, osztályfőnöke Ascher Tamás és Novák Eszter volt. 2007 és 2021 között a Nemzeti Színház társulatának tagja. 2021-től szabadúszó. A HOPPart Társulat egyik alapítója.[forrás?]

### Családja
Dédapja Kacsóh Pongrác és Eisemann Mihály volt, dédanyja Eőry Kató színésznő. Édesapja Mátyássy László szobrász-, édesanyja Kacsóh Cecília textilművész. Testvére Mátyássy Áron. Három gyermeke van.

## Szerepei

### Ódry Színpad
- Laurents–Bernstein–Sondheim: West Side Story (Tony)
- Ragnie–Rado–McDermot: Hair
- Mozart–Schikaneder: A varázsfuvola
- Örkény: Túl vagy a nehezén, most jön a neheze

### Gyakornokként
- Barrie: Pán Péter (Pán Péter) – Vígszínház
- Rejtő–Kárpáti: Öldöklő tejcsarnok (avagy Piszkos Fred nem lép közbe sajnos (Égőszemű ifjú, gróf) – tatabányai Jászai Mari Színház

### HOPPart Társulat
- Tovább is van… (Erasmus Spikher; Tánckirály; Gólyaúr; Dr. Alpanus)
- Thorp–McTiernan: Halálkemény
- Máthé Zsolt: „Eljövök érted” – a kezdet
- Fosse–Kander–Ebb: Chicago

### Nemzeti Színház
- Gorkij: Vassza Zseleznova (Zseleznov, Vassza férje; Kolja, az unoka; Pjatyorkin)
- Brecht: A kivétel és a szabály (A kuli)
- Heltai–Kacsóh: János vitéz (Kukorica Jancsi)
- Racine: Atália (Joás, Juda királya, Okoziás fia)
- Webster: Amalfi hercegnő (Forobosco)
- Katona: Bánk bán – junior (Ottó)
- Lázár: Berzsián és Dideki (Ribizli, a repülő kutya)
- Tábori: Mein Kampf (Hitler)
- Shakespeare: Lear király (további szereplő)
- Csehov: Három nővér (Tuzenbach, Nyikolaj Lvovics, báró, főhadnagy)
- Závada Pál: Magyar ünnep (Gábor Palcsi, Emma és Dezső fia)
- Kovács–Mohácsi testvérek: Egyszer élünk avagy a tenger azontúl tűnik semmiségbe
- Madách: Az ember tragédiája (több szerep)
- Molière: A fösvény (Valere, Anselme fia, Élise szerelmese)
- Bródy: A tanítónő (Szolgabíró)
- Shakespeare: Hamlet (Horatio)
- Shakespeare–Mohácsi testvérek: A velencei kalmár (Lorenzo)
- Petőfi: A helység kalapácsa (Kisbíró)
- Ibsen: Brand (Ejnar, festő)
- Shakespeare: Szentivánéji álom (Demetrius)
- Galambos Péter–Kovács-Cohner Róbert: Boldogságlabirintus (Rimbaud, Gömbfejű)
- Witold Gombrowicz: Operett (Csirkefogó I.)
- Krúdy Gyula: Szindbád (több szerep)
- Bertolt Brecht: Galilei élete (több szerep)
- Edmond Rostand: Cyrano de Bergerac (Ligniére)

## Filmjei
- Rinaldo (2003)
- Kontroll (2003)
- Könyveskép (2007)
- Tűzvonalban (2007)
- 1 (2009)
- Utolér (2011)
- A legyőzhetetlenek (2013)
- Hacktion: Újratöltve (2014)
- Egynyári kaland (2015)
- Nino bárkája (2019)
- Mintaapák (2020–2021)
- A hentes (2021)
- A tanár (2022)
- Hadik (2023)
- Hazatalálsz (2024)